# Jan Borowski z Rożniatowa
Jan Borowski z Rożniatowa herbu Lubicz (zm. przed 15 listopada 1530 roku) – podsędek przemyski w latach 1522-1528, pisarz chełmski w 1521 roku.
Poseł na sejm krakowski 1523 roku z ziemi krasnystawskiej.